# 금시조 (드라마)
《금시조》는 1983년 1월 15일에 방영된 TV문학관이다.

## 출연
- 김흥기
- 신구
- 하미혜
- 김인태
- 이종만
- 이주실
- 이수연
- 안대용
- 김봉근
- 양영준
- 장학수
- 김종구
- 기정수
- 문창길
- 유승봉
- 남윤정
- 이명원
- 이춘식
- 유병준
- 김진오
- 이형준
- 정수연
- 이제신
- 김명희
- 이두섭
- 안정훈
- 최현정